# Grylloblatta chirurgica
Grylloblatta chirurgica es una especie de insecto grilloblatodeo de la familia Grylloblattidae. Es endémica de EE. UU. Se la encuentra a grandes alturas en el estado de Washington. 

## Fuente
- World Conservation Monitoring Centre 1996. Grylloblatta chirurgica. 2006 IUCN Red List of Threatened Species, 9 de agosto de 2007

- Datos: Q4847470
- Especies: Grylloblatta chirurgica